# Ossy
Ossy is een dorp in de Poolse woiwodschap Silezië. De plaats maakt deel uit van de gemeente Ożarowice en telt 500 inwoners.